# VA-11 Hall-A

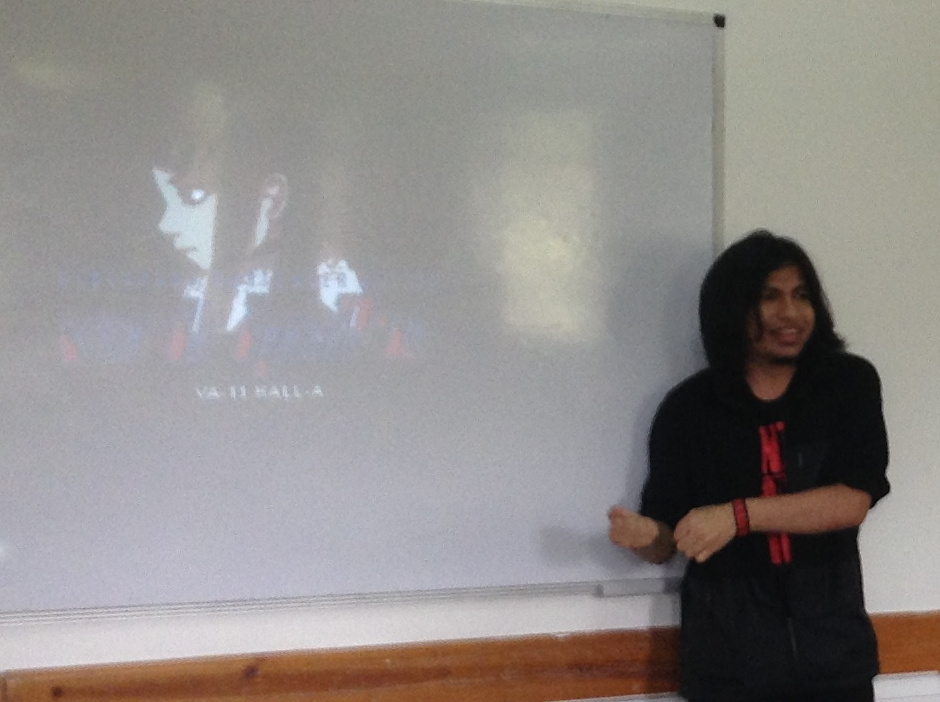
Twórca gry – Christopher Ortiz (2018)

VA-11 HALL-A: Cyberpunk Bartender Action – niezależna gra komputerowa łącząca grę symulacyjną z powieścią wizualną. Stworzona przez Sukeban Games i wydana w 2016 roku na komputery osobiste, później na Playstation Vita, Playstation 4 i Nintendo Switch.

## Fabuła
W futurystycznym świecie cyberpunk Jill Stingray pracuje jako barmanka w podziemnym lokalu o nazwie VA-11 Hall-A, czyli „Walhalla”. W barze pracują również barman Gillian oraz szefowa Dana. Wykonując swój zawód, Jill każdej nocy spotyka osoby z różnych ścieżek życia. Wysłuchuje ich opowieści oraz rozmawia z nimi, podczas przygotowywania napojów. Jednak jeszcze nie zdaje sobie sprawy, że przeszłość, o której chciałaby zapomnieć, wkrótce wróci ją nawiedzać.

## Rozgrywka
Gra skupia się na rozmowach z postaciami oraz przygotowywaniu napoi. Rozgrywka jest nielinowa. Przebieg wydarzeń fabuły zależy od tego, jakie drinki przygotuje gracz w odpowiednich momentach. Za podawanie odpowiednich napoi zdobywa pieniądze. Są one potrzebne do zapłacenia czynszu za dom, ale można je również wydawać na inne przedmioty w sklepach. Tworzenie napoi polega na mieszaniu pięciu składników. Są nimi Adelhyde, Bronson Extract, Powdered Delta, Flanergide i Karmotrine. Gracz ma do dyspozycji listę przepisów. Według projektanta, Christophera Ortiza, mechaniki przygotowywania drinków zostały utworzone tak, aby zmusić graczy do „nieszablonowego myślenia”. Twórcy również specjalnie unikali opcji dialogowych widzianych w innych powieściach wizualnych.

## Główni bohaterowie
- Julianne „Jill” Stingray – postać, w którą wciela się gracz. Po zdobyciu licencji została zatrudniona jako barmanka w VA-11 Hall-A. Mieszka sama ze swoim kotem o imieniu Fore. W pracy stara się być miła dla klientów, nawet tych nieprzyjemnych, ale denerwuje się, kiedy ktoś mówi do niej Julianne.
- Gillian – barman w VA-11 Hall-A. Jego przeszłość jest tajemnicą. Pewnego dnia pojawił się w barze w opłakanym stanie. Dana znalazła mu dom w pobliżu baru oraz zaoferowała pracę. Gill jest kompetentnym i spokojnym barmanem, ale Dana, a nawet Jill, lubią mu dokuczać, przez co często wykonuje „brudne” zadania.
- Dana Zane – właściciel baru, często nazywana „szefową”. Posiada mechaniczne ramię, ale odmawia wyjawienia powodu. Z wyboru nie ujawnia swojej przeszłości. Dana jest bardzo wyluzowana i bardzo troszczy się o swój lokal oraz jego pracowników.